# 特特爾峰
特特爾峰（英語：Turtle Peak）是南極洲的山峰，位於瑪麗伯德地，處於赫丁冰原島峰以南，美國地質調查局根據測量和美國海軍拍攝的空中照片繪入地圖，現時由南極條約體系管理。